# Richard Castle
Rick Castle este personajul principal din serialul polițist de televiziune Castle. El este interpretat de actorul canadian Nathan Fillion.
Rick Castle este scriitor de ficțiune și mistere, cea mai importantă lucrare a sa fiind seria de cărți Derrick Storm.
În episodul pilot Castle este consultat de către detectivul Beckett din NYPD atunci când două victime sunt ucise în stilul a două crime descrise în romanele sale. 